# Craniopagus parasiticus
Il craniopagus parasiticus è una rarissima malformazione congenita, che costituisce un caso particolare dei gemelli siamesi. Si tratta di un caso particolare di craniopagus conjunctus in quanto il corpo di un gemello non è sviluppato o lo è solo in parte, riducendosi, nella maggior parte dei casi, a una testa unita a quella del gemello sviluppato. Il primo a suggerire che tale malformazione fosse un caso di gemelli congiunti fu l'anatomista francese Isidore Geoffroy Saint-Hilaire nel suo Trattato di teratologia del 1832.

## Epidemiologia e storia
È una condizione estremamente rara, osservata solo poche volte in medicina. Mentre l'incidenza della nascita di gemelli siamesi è uno ogni 10,25 milioni neonati e della possibilità che siano uniti per la testa di uno ogni 170 milioni, l'incidenza di craniopagus parasiticus è stimata in un caso ogni 2,5 miliardi di neonati.
Il primo caso fu descritto dal chirurgo inglese Everard Home, cognato e assistente di John Hunter nel 1790 ed è ricordato come il caso del "bambino a due teste del Bengala" (The Two-Headed Boy of Bengal). I casi successivi sono stati descritti in Francia nel 1828 e nel 1939, in Germania nel 1866 e nel 1935, in Brasile nel 1940 e, successivamente, in Nord America. I casi di Rebeca Martínez nel 2004 e di Manar Maged nel 2005 sono rispettivamente l'ottavo e il nono descritti e sono, insieme al primo, gli unici tre casi documentati di nati vivi che abbiano superato il periodo perinatale.

### Il bambino a due teste del Bengala
Il bambino nacque nel 1783 nel villaggio bengalese di Mundul Gait da una famiglia povera. Appena nato venne lanciato nel fuoco dalla spaventata ostetrica; venne salvato, ma un occhio e un orecchio della testa superiore rimasero gravemente ustionati. Vista la sua particolarità, la famiglia decise di guadagnarci dei soldi facendolo esibire per le strade di Calcutta. La sua fama si espanse a macchia d'olio, tanto che veniva richiesto nelle case dei nobili inglesi; uno di questi scrisse al presidente della Royal Society di Londra, il quale girò la missiva a Home.
(Everard Home)
I movimenti della testa vennero descritti come autonomi. Possedeva il riflesso di suzione, ma non il riflesso corneale; il pizzicamento della guancia provocava una smorfia. Il riflesso pupillare alla luce era debole e non era descritto un battito a livello dell'arteria temporale superficiale. I movimenti degli occhi delle due teste erano indipendenti. Il bambino morì per un morso di cobra all'età di quattro anni e il corpo venne seppellito. Successivamente la tomba venne profanata da un agente della Compagnia delle Indie Orientali e il cranio trafugato e portato al chirurgo Home.
La dissezione mostrò che i due encefali erano separati e indipendenti, mentre le dure madri che li ricoprivano erano strettamente adese tra loro e contenevano i vasi sanguigni che provvedevano al nutrimento della seconda testa. Non vi era, invece, una separazione ossea tra le due teste. Il suo cranio è esposto al Hunterian Museum della Royal Society of Surgeons di Londra.

## Eziologia
La causa sembra dovuta a un mancato completo distacco dei due gemelli all'interno dell'utero durante il processo di accrescimento fetale. I due gemelli, invece di staccarsi, rimangono uniti a livello del cranio. Uno dei due gemelli si sviluppa in maniera completa mentre l'altro sviluppa solo il cranio, attaccato al suo gemello, mentre il corpo si sviluppa solo in parte.

## Clinica
Dal punto di vista fisiologico i due encefali sono separati, e reagiscono in maniera indipendente agli stimoli. I vasi sanguigni sono invece profondamente anastomizzati e la separazione risulta perciò particolarmente difficoltosa.

### Esami di laboratorio e strumentali
La circolazione sanguigna cerebrale viene studiata tramite angiografia, alla quale possono eventualmente aggiungersi TC e RM per lo studio della materia cerebrale.

## Trattamento
La terapia è prettamente chirurgica e consiste nella separazione delle due teste tramite craniotomia, legatura delle anastomosi e ricostruzione della volta cranica. Tale operazione è stata tentata solamente due volte.

### Rebeca Martínez
Il primo tentativo venne effettuato nel 2004 in Repubblica Dominicana su una bambina di nome Rebeca Martínez, nata a Santo Domingo il 10 dicembre 2003 con quello che era stato diagnosticato essere un tumore cerebrale, ma si rivelò essere una seconda testa, il cui cervello era dotato di attività elettroencefalografica.
Rebeca morì sette ore dopo la fine dell'intervento chirurgico, durato 13 ore e svoltosi nel reparto pediatrico di neurochirurgia del Mattel Children's Hospital all'Università della California di Los Angeles, il 7 febbraio 2004, per coagulazione intravascolare disseminata.

### Manar Maged
Il successivo caso è stato documentato in Egitto, dove nel 2005 Manar Maged è stata operata ed è sopravvissuta senza deficit neurologici per alcuni mesi. La gemella poteva sorridere e battere le palpebre, ma non era autosufficiente; la bambina invece, all'età di tre mesi, aveva sviluppato un'insufficienza cardiaca con conseguente epatomegalia, a causa del flusso di sangue che doveva essere pompato verso la testa parassitica, e ciò ha reso necessario l'intervento chirurgico. Il problema principale durante l'intervento è stata l'emorragia, per cui si è resa necessaria la trasfusione di quattro litri di sangue. Nonostante la riuscita dell'intervento, la paziente è deceduta un anno dopo per un'infezione cerebrale, prima del compimento dei due anni.